# Ace Attorney
Ace Attorney (逆転裁判, Gyakuten Saiban) is een reeks Japanse computerspellen ontwikkeld door Capcom waarin de speler de rol van een advocaat aanneemt.
Elk spel is verdeeld in verschillende hoofdstukken en in elk deel moet de speler een moordzaak oplossen en zo de rechtszaak winnen. Dit doet men niet alleen, in elk deel wordt men bijgestaan door Mia Fey en Maya Fey. Naast deze Phoenix, Mia Fey en Maya Fey, komen ook weer andere bekende personages uit het vorige deel terug. Enkele voorbeelden hiervan zijn: detective Dick Gumshoe, officier van justitie Miles Edgeworth en de rechter. 
De serie is ook uitgebracht in andere media, zoals manga, toneelstukken, musicals, en een verfilming, geregisseerd door Takashi Miike en uitgebracht in 2012. Een anime serie gebaseerd op de eerste twee delen verscheen in april 2016.

## Spellen in de reeks

### Hoofdreeks
| Jaar | Titel                                               |
| ---- | --------------------------------------------------- |
| 2001 | Phoenix Wright: Ace Attorney                        |
| 2002 | Phoenix Wright: Ace Attorney: Justice for All       |
| 2004 | Phoenix Wright: Ace Attorney: Trials & Tribulations |
| 2007 | Apollo Justice: Ace Attorney                        |
| 2013 | Phoenix Wright: Ace Attorney: Dual Destinies        |
| 2016 | Phoenix Wright: Ace Attorney: Spirit of Justice     |

### Spin-offs
| Jaar | Titel                                              |
| ---- | -------------------------------------------------- |
| 2009 | Ace Attorney Investigations: Miles Edgeworth       |
| 2011 | Ace Attorney Investigations 2: Prosecutor's Gambit |
| 2012 | Professor Layton vs. Phoenix Wright: Ace Attorney  |
| 2015 | The Great Ace Attorney: Adventures                 |
| 2017 | The Great Ace Attorney 2: Resolve                  |

### Compilaties
| Jaar | Titel                                  | Opmerking                                                                     |
| ---- | -------------------------------------- | ----------------------------------------------------------------------------- |
| 2014 | Phoenix Wright: Ace Attorney Trilogy   | Bevat Phoenix Wright: Ace Attorney, Justice for All en trials and Tribulation |
| 2021 | The Great Ace Attorney Chronicles      | Bevat The Great Ace Attorney: Adventures en Resolve.                          |
| 2024 | Apollo Justice: Ace Attorney Trilogy   | Bevat Apollo Justice, Dual Destinies, en Spirit of Justice                    |
| 2024 | Ace Attorney Investigations Collection | Bevat Ace Attorney Investigations: Miles Edgeworth en Prosecutor's Gambit.    |